# Língua de sinais lituana
A Língua de Sinais Lituana (em Portugal: Língua Gestual Lituana) é a língua de sinais (pt: língua gestual) usada pela comunidade surda da Lituânia.